# Giuseppe Ghiglione
Giuseppe Ghiglione (Genova, 16 marzo 1895 – Novi Ligure, 26 aprile 1981) è stato un calciatore italiano, di ruolo centrocampista.

## Carriera
Con l'Andrea Doria, squadra in cui milita già nel 1913, disputa complessivamente 39 partite in massima serie segnando un gol nelle stagioni 1922-1923 e 1923-1924.

Lasciato il club doriano nel 1924, milita nel Derthona in Prima Divisione 1924-1925 ed in seguito nella Vogherese.

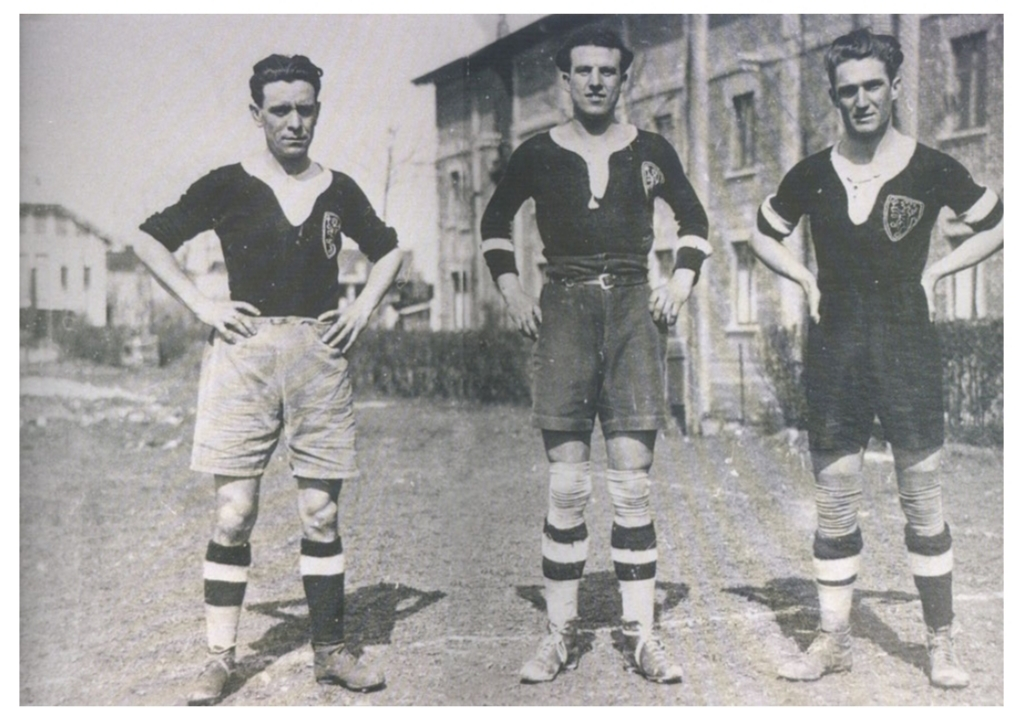
Ghiglione (a sinistra) alla sua prima stagione nel Derthona (1924-25) insieme a due compagni di squadra